# Astutuli
Astutuli ist eine 1953 uraufgeführte „bairische Komödie“ von Carl Orff. Sie bedient sich einer historisierenden bairischen Sprache und dauert ca. 50 Minuten.

## Handlung
Das Satyrspiel handelt von den „ziemlich Schlauen, die sich für besonders klug halten“, die der lateinische Titel Astutuli ins Hochdeutsche übertragen bezeichnet.
In einer kleinen Stadt hat ein reisender Gagler (Gaukler) eine Theateraufführung angekündigt, und alle Bürger kommen neugierig, um das Spektakel nicht zu verpassen. Der Gagler beschwört zunächst den Onuphri (einen byzantinischen Riesen) und danach den Goggolori (einen bairischen Kobold) so lebhaft herauf, dass alle Zuschauer von deren Anwesenheit überzeugt sind, obwohl sie tatsächlich überhaupt nichts sehen konnten. So vorbereitet erleben die Zuschauer staunend die folgende Vision des „kokanischen“ Landes, das ein Leben in Fülle und ohne Arbeit verspricht. Der Gagler überzeugt sein Publikum, dass jeder in dieses Land gelangen könne, wenn er nur das „kokanische Gewand“ anlegte, und alsbald entledigen sich alle nach Art von Des Kaisers neue Kleider ihrer eigenen Kleidung, um das unsichtbare „kokanische Gewand“ zu probieren. Die abgelegten Kleider werden von der Fahrenden, der Komplizin des Gaglers aufgesammelt, und in einem unbeobachteten Augenblick machen die beiden sich mit dem Hab und Gut der Leute aus dem Staub. Als die Bürger das Verschwinden bemerken, glauben sie in zwei Landsterzern die Schuldigen ausmachen zu können, doch diesen gelingt sie davon zu überzeugen, dass die wahren Übeltäter im Zuschauerraum säßen, was die betrogenen Bürger zum Anlass für eine Publikumsbeschimpfung nehmen. Doch da kehrt der Gagler verkleidet nochmal zurück und erklärt den Bürgern, aus Hosenknöpfen Gold machen zu können. In der Hoffnung auf baldigen Reichtum ohne Einsatz beginnen alle zu tanzen, während sich der Betrüger ein letztes Mal aus dem Staub macht.

## Entstehung
Das Werk entstand zwischen 1945 und 1946 direkt nach der Bernauerin. Zusammen mit der Bernauerin, dem Ludus de nato Infante mirificus und der Comoedia de Christi resurrectione bildet Astutuli Orffs Bairisches Welttheater, dessen verbindendes Element die Verwendung der bairischen Sprache ist.
Die Premiere inszenierte Hans Schweikart am 20. Oktober 1953 an den Münchner Kammerspielen.
Als reine Rezitation existiert das Werk in einer Fernseh-Aufnahme des alle Rollen selbst sprechenden Komponisten.

## Stilistische Stellung
Das Theaterstück ist, trotz des durchgängigen Einsatzes eines Orchesters, keine Oper, sondern ein Stück für Sprecher, die allerdings ihren Text in einem durch die Komposition vorgegebenen Rhythmus vortragen. Auch das auf reines Schlagwerk reduzierte Orchester betont das Vorherrschen des rhythmischen Elements weiter.
Die Anregung für seine Komödie entlieh Orff dem Entremés Das Wundertheater von Miguel de Cervantes. Das Stück ließe sich als Reflex auf die Verführbarkeit der Massen in der Zeit des Dritten Reiches deuten, doch kam es Orff nicht auf aktuelle Bezüge an: zwischen der Entstehung und der Uraufführung ließ er acht Jahre verstreichen.

## Instrumentation
3 Pauken, 1 Xylophon, 1 Paar Handtrommeln (Bongos), 2 kleine Trommeln, 3 Rührtrommeln, 1 Tamburin, 1 große Trommel, 1 große Trommel mit Becken, 1 Becken, 1 Paar Becken, 1 Paar Cymbeln, 3 Holzblocktrommeln, 1 Steinspiel, 4 bis 5 Gläser (Kelchgläser, am Rande mit Finger gerieben, in nebeneinanderliegenden kleinen Sekunden – sehr hoch – gestimmt), Rasseln, Kastagnette, Ratsche, Windmaschine, Tuba. Auf der Bühne: ein aufgehängtes Becken. (8 bis 9 Spieler)

## Tonträger und Filme
- Carl Orff: Ein Weihnachtsspiel. Ein Osterspiel. Astutuli. RCA Classics [2 CD].
- Carl Orff: Astutuli. Carl-Orff-DVD-Edition. Schott Music, Mainz 2007, ISBN 978-3-7957-7831-6 [DVD].